# Przemysław Wilant
Przemysław Wilant (ur. 18 kwietnia 1977 w Stargardzie Szczecińskim), były polski pływak specjalizujący się w stylu grzbietowym, rekordzista i wielokrotny medalista mistrzostw Polski. Na mistrzostwach Europy 2000 na basenie 25-metrowym w Walencji zdobył brązowy medal na dystansie 100 m stylem grzbietowym. W 2005 zakończył karierę zawodniczą i otworzył szkołę pływania dla dzieci i niemowląt Hipcio  w Gorzowie Wielkopolskim. 2 stycznia 2009 otrzymał uprawnienia instruktora Polskiego Związku Pływackiego. Obecnie jest prezesem klubu oraz  trenerem w MKP Słowianka Gorzów Wielkopolski.

## Sukcesy

### Basen 25 m
Mistrzostwa Europy:
- 2000 100 m st. grzbietowym